# Tony Bettenhausen
Tony Bettenhausen, född den 12 september 1916 i Tinley Park, Illinois, USA, död den 12 maj 1961 i Indianapolis, Indiana, USA, var en amerikansk racerförare. Han var även far till Gary Bettenhausen och Tony Bettenhausen Jr.

## Racingkarriär
Bettenhausen tävlade med midget cars i början av sin karriär, innan han inriktade sig på formelbilsracing, i form av det nationella mästerskapet. Han vann mästerskapet säsongen 1951, men deltog enbart i Indianapolis 500 de två kommande säsongerna, innan han gjorde comeback säsongen 1954. Han slutade som bäst tvåa i Indy 500, vilket han gjorde 1955, vilket även räknades som en pallplats i VM. Bettenhausen vann det nationella mästerskapet även 1958, trots att han inte tog en enda delseger. Han slutade tvåa säsongen 1959, men kom inter att vinna den nationella titeln igen. Bettenhausen förolyckades under testning inför 1961 års Indianapolis 500, när han testade Paul Russos bil.